# كامينوكوني
كامينوكوني هي بلدية في اليابان، وبلدة في اليابان، تقع في مقاطعة هياما، بلغ عدد سكانها 4,930 نسمة وذلك حسب إحصائيات سنة 2018، تبلغ مساحتها 547.71 كيلومتر مربع.